# František Světlík
František Světlík (28. prosince 1875 Bílovice u Prostějova – 13. prosince 1949 Olomouc) byl český římskokatolický duchovní z Moravy, československý politik a meziválečný poslanec Národního shromáždění za Československou stranu lidovou; člen československé delegace ve Společnosti národů, později pronásledovaný nacistickým režimem.

## Biografie

### Mládí a studium
Pocházel z chudé rodiny. Byl nejmladším ze sedmi sourozenců. Rodiče ho od mládí připravovali na dráhu katolického kněze. Maturoval na Slovanském gymnáziu v Olomouci a pak studoval na arcibiskupském kněžském semináři v Olomouci. Vystudoval olomouckou teologickou fakultu. Už v mládí byl ovlivněn moravsko-slovanským cítěním a cyrilometodějským kultem. Byl národnostně uvědomělý. Kritizoval vliv německojazyčného kléru na Moravě. Na kněze byl vysvěcen roku 1898. Do roku 1902 působil jako kaplan ve Vsetíně, pak v Kroměříži. Následně počátkem 20. století se začal věnovat katolické publicistice.

### Působení v katolických spolcích a tisku
Byl aktivní v katolických spolcích vznikajících pod vlivem encykliky Rerum novarum. Působil v Literární jednotě bohoslovců, publikoval v časopisu Nový život a Katolická moderna. Koncem 19. století patřil mezi zakladatele Moravsko-slezské křesťansko sociální strany. Od roku 1906 byl členem redakce listu Našinec, který vycházel od roku 1869 v Olomouci a který se od roku 1882 hlásil ke katolickému politickému hnutí. Po Světlíkově nástupu do redakce byly tyto noviny oficiálně prohlášeny za tiskový orgán obou katolických stran na Moravě (křesťansko sociální i Katolická strana národní na Moravě). Jako šéfredaktor zajistil Světlík převod listu do majetku stejnojmenného družstva a jeho tisk převzala Knížecí arcibiskupská tiskárna v Olomouci. Do roku 1908 vycházel Našinec třikrát týdně, od roku 1909 čtyřikrát za týden a od roku 1910 se stal deníkem. Proměnil se ve vlivné periodikum přesahující regionální záběr. Ve vedení redakce Našince působil Světlík do roku 1922. V letech 1922–1923 byl pověřen řízením tiskového orgánu ČSL v Praze Lidové listy jako jejich první šéfredaktor. Kromě Našince byl i šéfredaktorem týdeníku Severní Morava. Spoluzakládal pobočku Všeodborového sdružení křesťanského dělnictva, záložnu, Katolický dům a Společnost Cyrila a Metoděje.

### Politikem ČSL
Během první světové války se od dubna 1918 společně s Janem Šrámkem profiloval národně a odklonil se od dosavadního prohabsburského stanoviska českých katolických politiků. Podílel se na tom, že se shromáždění kněží a kaplanů konané 28. září 1918 v Praze vyslovilo pro myšlenku československého státu.
Za první republiky spoluzakládal v lednu 1919 Československou stranu lidovou, v jejímž rámci podporoval Šrámkovu křesťanskodemokratickou linii. Byl autorem názvu lidová ve jménu strany po vzoru podobných chorvatských a slovinských stran, čímž mělo být naznačeno, že tento politický subjekt se nevnímá úzce coby katolická formace.
Po parlamentních volbách v roce 1920 získal poslanecké křeslo v Národním shromáždění. Nastoupil ovšem jako náhradník až počátkem roku 1925 poté, co byl mandátu zbaven Alois Kaderka. Mandát obhájil v řádných parlamentních volbách v roce 1925, parlamentních volbách v roce 1929 i parlamentních volbách v roce 1935.
Byl autorem zahraničně politické politiky ČSL, která byla smířlivá ke koncepci Edvarda Beneše, ale zároveň se zasazovala o normalizaci a rozvoj vztahů s Vatikánem. Dlouhodobě působil jako člen československé delegace při Společnosti národů. V roce 1929 navrhl v zahraničním výboru sněmovny de iure uznání Sovětského svazu. Návrh ale v této době ještě neprošel. Pro své sociální a progresivní názory získal přezdívku rudý prelát.
V roce 1923 byl jmenován kanovníkem metropolitní kapituly sv. Václava. Od roku 1926 byl sídelním kanovníkem, v roce 1936 se stal prelátem.
Poslanecký post si oficiálně podržel do zrušení parlamentu roku 1939, přičemž ještě v prosinci 1938 přestoupil do poslaneckého klubu nově utvořené Strany národní jednoty. Vstup lidovců do SNJ ale přijímal s pochybnostmi. Na posledním zasedání moravskoslezského zemského výboru ČSL v Brně 22. listopadu 1938 prohlásil: „Sešli jsme se v koncentračním táboře Národní jednoty.“

### Pronásledování za okupace a návrat do politiky
Dne 1. září 1939 byl v rámci Akce Albrecht der Erste zatčen nacistickými úřady, dočasně uvězněn v koncentračním táboře, následně propuštěn, ale až do konce války byl pod dohledem gestapa.
Po roce 1945 již v politickém životě nehrál tak významnou roli, i kvůli těžké nemoci, kterou trpěl. Byl členem ČSL, předsedou krajské lidové rady a po únorovém převratu roku 1948 dočasně podpořil nový politický kurz v Československu. Snažil se uchovat samostatnost strany i poukazováním na svou prvorepublikovou prosovětskou politiku (angažoval se ve Svazu přátel SSSR). V rámci strany patřil mezi spojence tehdejšího generálního tajemníka Hály, který chtěl i v poúnorových podmínkách vykonávat svébytnou křesťanskou politickou aktivitu. Poté, co komunistický režim zasáhl proti příspěvkům delegátů na kroměřížské konferenci ČSL v srpnu 1948, se Světlík vzdal politické a veřejné činnosti. Zemřel následujícího roku.
Synem jedné z jeho sester byl olomoucký biskup Josef Vrana.